# 哈密路1713号
哈密路1713号（又称上海卫生疗养院旧址）位于中華人民共和國上海市长宁区哈密路（原罗别根路）1713号，毗邻上海动物园，现属程家桥街道，由复临安息日会传教士米勒和红十字会医院发起使用空地约40亩后在1927年建成，1929年正式开张，士米勒为院长，最初不收两类患者为精神病、传染病。主体为三层大楼（现为A楼），南方附有一礼拜堂面积约有300平方米（现为B楼）。由于收费高昂，入住多为贵人和富商，宋美龄及其母亲倪桂珍在此常常疗养过。曾做过第四五五医院分院，2001年7月20日被爆出发布违法广告并被查处，现为上海一〇八医院（又南京军区上海诊疗康复中心）属上海市二级医疗机构。已被上海市人民政府列为上海优秀历史建筑。